# Überackern
Überackern  ist eine ländliche Gemeinde in Oberösterreich im Bezirk Braunau am Inn im Innviertel mit 690 Einwohnern (Stand 1. Jänner 2024).

## Geografie
Überackern liegt auf 356 Meter Höhe im Innviertel an der Salzach in der Nähe ihrer Mündung in den Inn, umgeben von den ausgedehnten Wäldern des Weilhartsforstes. Die Ausdehnung des Gemeindegebiets beträgt von Nord nach Süd 8,6 km, von West nach Ost 6 km. Die Gesamtfläche beträgt 27 Quadratkilometer, davon sind fast achtzig Prozent bewaldet, vierzehn Prozent werden landwirtschaftlich genutzt.

### Gemeindegliederung
Das Gemeindegebiet umfasst folgende sechs Ortschaften (in Klammern Einwohnerzahl Stand 1. Jänner 2024):
- Aufhausen (9)
- Berg (4)
- Kreuzlinden (156)
- Mühltal (85)
- Überackern (266)
- Weng (170)

Die Gemeinde besteht aus der Katastralgemeinde Ueberackern.
Der zuständige Gerichtsbezirk ist der Gerichtsbezirk Braunau am Inn.

### Nachbargemeinden
| Haiming (Bayern, D)    | Kirchdorf am Inn (Bayern, D)                | Braunau am Inn         |
| Burghausen (Bayern, D) | Kompassrose, die auf Nachbargemeinden zeigt | Schwand im Innkreis    |
|                        | Hochburg-Ach                                | Gilgenberg am Weilhart |

## Geschichte
Die Funde einer größeren Gruppe von Urnengräbern aus der Hallstattzeit zeigen, dass das Gebiet von Überackern schon lange vor unserer Zeitrechnung besiedelt war. Aus der Zeit um 500 vor Christus wurden Kupfermünzen, Glieder einer Bronzekette und Tonscherben gefunden. Aus der Zeit der Römischen Besatzung stammen die Reste einer Villa. Um 500 nach Christus besiedelten die Bajuwaren das Land. Sie bauten Höfe an den Stellen, wo auch heute noch Höfe stehen, sie hatten ihren Friedhof neben dem heutigen Friedhof.
Überackern wird erstmals 748 in einer Schenkungsurkunde an das Stift Passau als Uparach erwähnt. Dieses „Über der Ache (Salzach)“ weist auf eine Besiedlung ausgehend von Bayern hin. In einer Urkunde von 788 wird neben der heute noch bestehenden Kirche eine zweite, der hl. Magdalena geweihte, genannt.
Ab dem Jahr 1000 waren für 400 Jahre die Herren von Überacker hier ansässig. Sie dienten als Ministeriale den Grafen von Burghausen und später den Herzögen von Bayern. Ab der Gründung des Klosters Ranshofen im Jahr 1125 erhielt dieses viele Schenkungen, sodass schließlich zwei Drittel des Grundes in Klostereigentum waren.
Im 12. Jahrhundert wurde auf einem Felssporn über dem Inn eine Burg gebaut. 1277 stiftete Heinrich von Rohr diese „Ratzelburg“ genannte Burg dem Stift Ranshofen. Da die Burg danach nicht mehr bewohnt wurde, verfiel sie rasch. Heute sind die Grundmauern eines achteckigen Turmes zu sehen, bei dessen Ausgrabung beinerne Spielwürfel und ein vergoldetes Schmuckstück in Form eines Drachen gefunden wurden.
In der Zeit von 1230 bis 1240 wird erstmals das Mühltal erwähnt. Diese mit der Salzach verbundene Bucht wird von unterirdischen Quellen gespeist und ist wegen der jahreszeitlich unabhängigen Wasserführung gut als Mühlen-Standort geeignet. Für das Jahr 1303 werden drei Mühlen verzeichnet.
In der Zeit von 1480 bis 1486 wird die dem hl. Petrus geweihte Kirche um die Apsis erweitert und erhält ein gotisches Rippengewölbe.
Seit Gründung des Herzogtums Bayern war Überackern unter bayerischer Landeshoheit, ehe es 1779 nach dem Frieden von Teschen zusammen mit den östlich des Inn gelegenen Gebieten des kurfürstlichen Rentamtes Burghausen, die bis dahin „Innbaiern“ geheißen hatten, als „Innviertel“ zu Österreich kam. Salzach und  Unterer Inn, die bis dahin in erster Linie Handelswege innerhalb Bayerns gewesen waren, wurden damit zu Grenzflüssen zwischen Bayern und Österreich ob der Enns. In dieser Zeit war Überackern eine Filiale der Pfarre Haiming, 1785 wurde sie eine eigenständige Pfarre. Die Nebenkirche wurde im Zuge der Josfinsichen Reform 1794 abgerissen. Der Ort war während der Napoleonischen Kriege wieder kurz bayrisch, gehört seit 1816 (Vertrag von München) endgültig zu Oberösterreich.
Im Jahr 1949 wird die Gemeinde an das öffentliche Stromnetz angeschlossen, 1972 stellt die letzte Mühle ihren Betrieb ein.

### Einwohnerentwicklung
1991 hatte die Gemeinde laut Volkszählung 550 Einwohner, 2001 dann 592 Einwohner und am 1. Jänner 2007 648 Einwohner.

## Kultur und Sehenswürdigkeiten

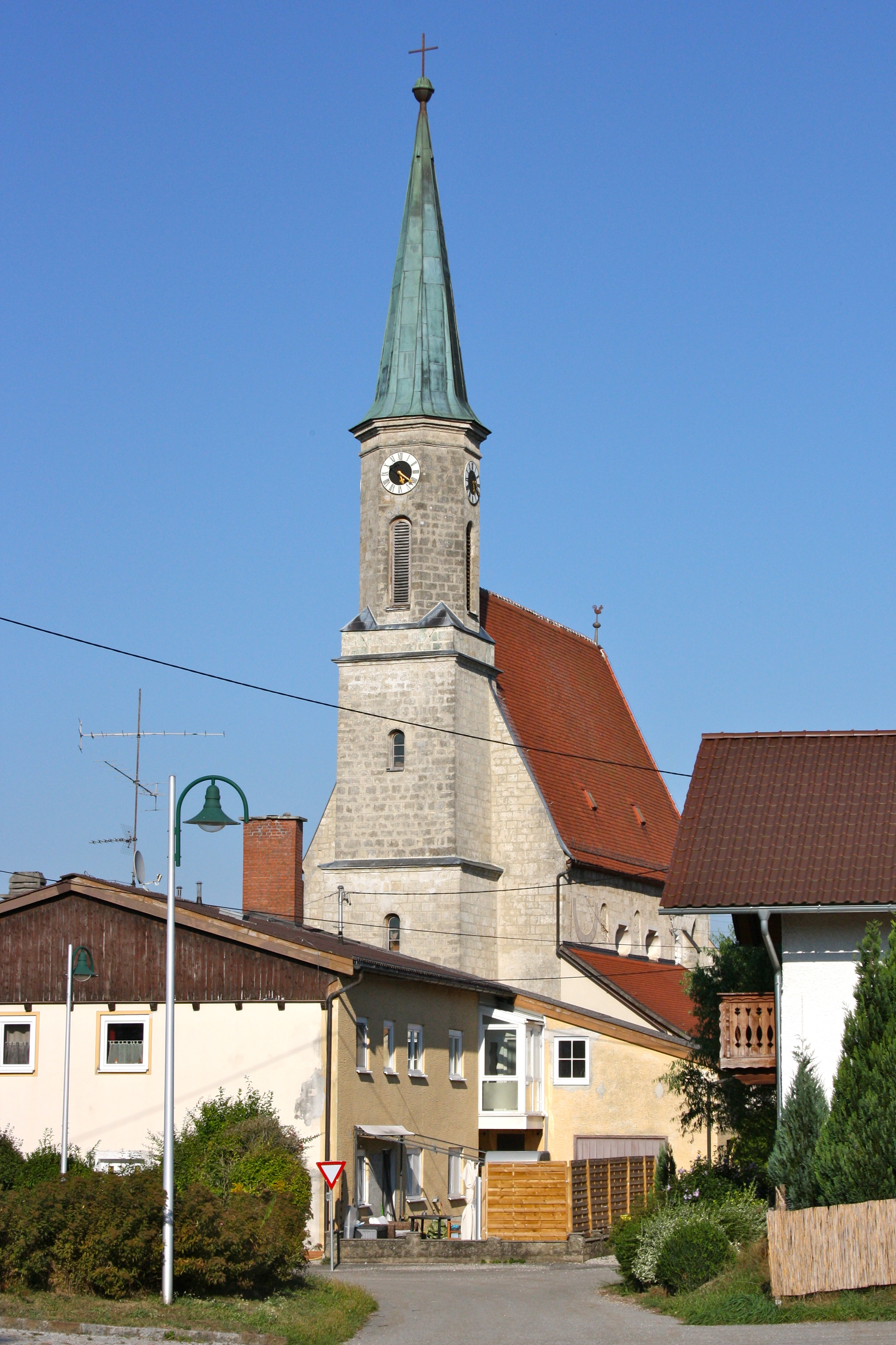
Pfarrkirche Überackern

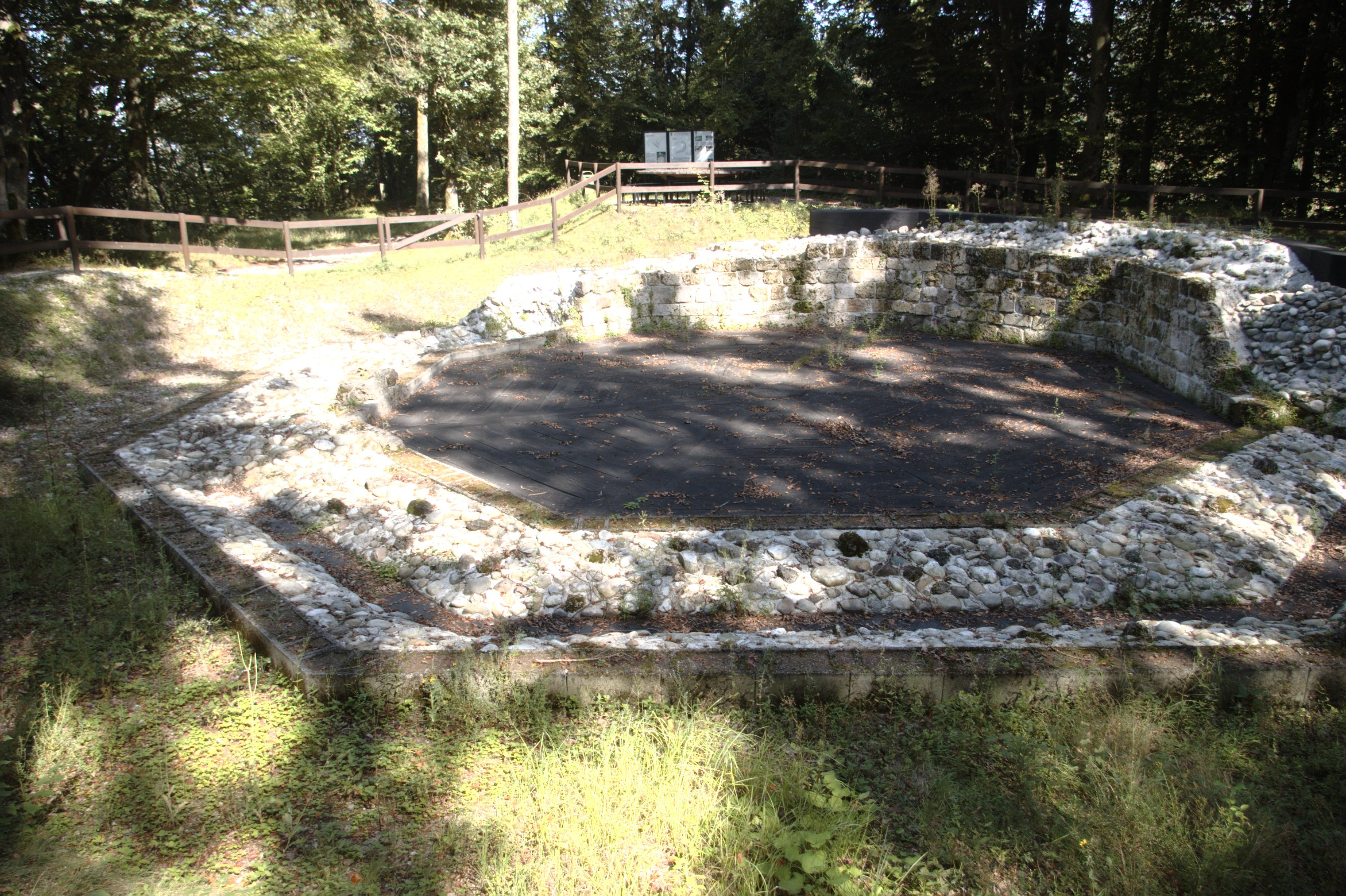
Ausgrabungen des Wohnturms der Ratzlburg

- Katholische Pfarrkirche Überackern hl. Peter: Die im Kern romanische gotische Kirche entstand um 1100.
- Ausgrabungen der Ratzlburg aus der frühen Stauferzeit durch die Oberösterreichischen Landesmuseen
- Gedenkstein Kriegsgefangenenlager

## Wirtschaft und Infrastruktur
- Arbeitsplätze: In der Gemeinde stehen 41 Arbeitsplätze zur Verfügung. Zehn in der Landwirtschaft, sechs im Produktionssektor und 25 im Dienstleistungssektor.(Stand 2011).[8]
- Berufspendler: Von den 310 Erwerbstätigen, die 2011 in Überackern lebten, arbeiteten 32 in der Gemeinde, neunzig Prozent pendelten aus. Von den Auspendlern arbeiteten sechzig Prozent in Deutschland.[9]
- Verkehr: Der Bahnhof Burghausen ist zehn Kilometer entfernt, jener in Braunau zwanzig Kilometer.[10]

## Politik
Der Gemeinderat hat 13 Mitglieder.
- Mit den Gemeinderats- und Bürgermeisterwahlen in Oberösterreich 1997 hatte der Gemeinderat folgende Verteilung: 7 ÖVP, 4 SPÖ und 2 FPÖ.
- Mit den Gemeinderats- und Bürgermeisterwahlen in Oberösterreich 2003 hatte der Gemeinderat folgende Verteilung: 6 ÖVP, 5 SPÖ und 2 FPÖ.
- Mit den Gemeinderats- und Bürgermeisterwahlen in Oberösterreich 2009 hatte der Gemeinderat folgende Verteilung: 6 ÖVP, 5 SPÖ und 2 FPÖ.
- Mit den Gemeinderats- und Bürgermeisterwahlen in Oberösterreich 2015 hatte der Gemeinderat folgende Verteilung: 6 ÖVP, 4 SPÖ und 3 FPÖ.
- Mit den Gemeinderats- und Bürgermeisterwahlen in Oberösterreich 2021 hat der Gemeinderat folgende Verteilung: 9 ÖVP und 4 FPÖ.[11][12]

| Partei | 2015    | 2015    | 2009  | 2009    | 2003  | 2003    | 1997  | 1997    |
| Partei | Prozent | Mandate | %     | Mandate | %     | Mandate | %     | Mandate |
| ------ | ------- | ------- | ----- | ------- | ----- | ------- | ----- | ------- |
| ÖVP    | 44,35   | 6       | 43,85 | 6       | 44,05 | 6       | 50,14 | 7       |
| SPÖ    | 33,48   | 4       | 38,26 | 5       | 38,11 | 5       | 28,53 | 4       |
| FPÖ    | 22,17   | 3       | 17,90 | 2       | 17,84 | 2       | 21,33 | 2       |

### Bürgermeister
Bürgermeister seit 1850 sind:
- 1850–1858 Peter Wolfsgruber
- 1858–1861 Josef Stöger
- 1861–1864 Peter Wolfsgruber
- 1864–1867 Anton Mair
- 1867–1870 Michael Schwanninger
- 1870–1874 Johann Pfaffelmoser
- 1874–1876 Peter Wolfgruber
- 1876–1979 Josef Stöckl
- 1879–1885 Johann Asen
- 1885–1894 Mathias Russinger
- 1894–1900 Sebastian Kainzbauer
- 1900–1903 Josef Stöckl
- 1903–1906 Johann Asen
- 1906–1913 Stephan Schwanninger
- 1913–1919 Josef Stöckl
- 1919–1924 Johann Schmitzberger
- 1924–1929 Peter Sengthaler
- 1929–1935 Engelbert Schiefer
- 1935–1938 Andreas Hengstl
- 1938–1945 Franz Kreisberger
- 1945–1949 Andreas Hengstl
- 1949–1964 Johann Pfaffelmoser
- 1964–1985 Josef Winterer
- 1985–2002 Johann Pfaffelmoser
- 2002–2003 Inge Haider
- 2003–2015 Horst Patsch (SPÖ)
- seit 2015 Michael Huber (ÖVP)[18]

### Wappen
Offizielle Beschreibung des Gemeindewappens: In Grün eine silberne Wellenleiste; oben ein goldenes Ort, unten ein goldener, querrechtshin gestellter Schlüssel. Die Gemeindefarben sind Grün-Gelb.
Die Wellenleiste im 1990 verliehenen Gemeindewappen steht für die Salzach, an deren rechten Ufer Überackern liegt. Das goldene Ort entstammt dem Wappen der Überackerer, die hier ihren Stammsitz hatten. Der Schlüssel als Attribut des hl. Petrus verweist auf den Pfarrpatron. Die grüne Schildfarbe betont den hohen Waldanteil der Gemeinde, der mit 78 % der Gemeindefläche den höchsten im Bezirk darstellt.